# U-146号潜艇 (1940年)
U-146号（德語：U 146）是纳粹德国战争海军建造的十六艘II-D型近岸潜艇（或称U艇）之一。它由基尔的德意志造船厂承建，于1940年9月21日下水，至同年10月30日交付使用。第二次世界大战期间，该艇曾执行过两次巡逻作战，共计击沉1艘中立国商船，容积总吨为3,496吨。1945年5月5日，U-146号在威廉港执行“彩虹命令”而自沉，残骸其后被打捞上岸拆解报废。

## 设计
II级潜艇是从一战中德意志帝国海军的UB级和UF级近岸潜艇发展而来。其外观尺寸小，造价便宜且易于生产，在很短时间内便能造好。这款艇具在设计上吸收了为芬兰海军定制的欧洲水鼬号的优点，是非常出色的训练艇。但由于它们体积较小，在海面上容易剧烈颠簸，因此也被德国人戏称为“独木舟”（Einbaum）。尽管如此，一些II级艇在训练任务与战斗行动中表现相当出色，许多II级艇的衍生型号也相继被建造出来。
U-146号是一款用于近岸水域作战的II-D型单壳体潜艇。与前型相比，它的司令塔更大、塔后部增加了高射炮发射平台，艇身外部壳体两侧还设计了醒目的鞍状水箱。鞍状水箱除了能利用在压载水舱和燃料箱中以提高活动半径之外，对于潜艇在暴风雨天气中的航行也有好处。艇只的全长43.97米、舷宽4.92米、高8.4米，并有3.93米的吃水深度，水上和水下排水量则分别增加至314吨和364吨。II-D型艇采用两台曼海姆发动机厂（MWM）生产的六缸四冲程350匹公制馬力（260千瓦特）柴油机用于水面运行，以及两台各配备36个AFA蓄电池组的205匹公制馬力（150千瓦特）西门子-舒克特（SSW）电动发电机用于水下航行；水面最高航速12.7節（23.5每小時），水下7.4節（13.7每小時）；能够在水面以8節（15每小時）航速续航5,650海里（10,460），或以4節（7.4每小時）连续在水下航行56海里（104）而无需充电。它采用双轴和两副直径为0.85米的螺旋桨，具备在80－150米的深度运行的能力，紧急下潜需时30秒。
武器装备方面，U-146号在艇艏内置有三具管径为533毫米的鱼雷发射管，呈倒三角形布置，其中左舷一具、右舷一具、底部的中线上还有一具；它们合共配备5枚G7型鱼雷，或可携带最多12枚TMA水雷。此外，该艇还搭载有一门20毫米30式高射炮作为甲板炮。其标准船员编制为3名军官及22名水兵。

## 历史
1939年9月25日，海军造舰局正式将十六艘II-D型潜艇（U-137至U-152号）的建造合同发包予基尔的德意志造船厂。其中U-146号于1940年3月30日开始铺设龙骨，同年9月21日下水，至10月30日在首度担任艇长的海军中尉埃伯哈德·霍夫曼的指挥下交付使用。完成海试后，该艇先是以训练艇身份编入驻基尔的第1潜艇区舰队服役至1940年底，继而自1941年1月1日起成为驻戈滕哈芬的第22潜艇区舰队的教学艇。当苏德战争爆发时，它又从同年6月22日至8月31日期间被抽调至驻基尔的第3潜艇区舰队作前线艇，然后重返第22区舰队恢复教学艇职责。随着苏联红军于1945年初发动东波美拉尼亚攻势，德国人被迫放弃戈滕哈芬基地，U-146号遂跟随区舰队自1945年2月起移驻威廉港。根据长期生效的“彩虹命令”，该艇于同年5月5日与另外二十二艘德国U艇在威廉港四号入口的西侧掩体、即所谓的“雷德尔船闸”（Raederschleuse，53°31′N 08°09′E / 53.517°N 8.150°E）内自行凿沉——尽管该命令在一天前便由海军元帅卡尔·邓尼茨撤销。战后，它们于1945年10月10日至25日期间被英国人集中以炸药炸毁，艇只残骸继而被打捞上岸并拆解报废。
第二次世界大战期间，U-146号共执行过两次巡逻作战，仅击沉1艘中立国商船。

### 作战巡逻
1941年6月17日，U-146号在海军中尉奥托·伊特斯的指挥下离开基尔执行首次巡逻，前往北大西洋和赫布里底群岛西北部海域游弋。经过历时二十七天、共计3,496海里（6,475）的航行后，该艇于7月10日抵达卑尔根进行补给，继而于次日重新启程，途经克里斯蒂安桑于7月14日返抵基尔。是次巡逻期间，无护航且无武装的芬兰货船普路托号（Pluto，3,496总吨）于6月28日02:07被伊特斯发射的一枚鱼雷击中轮机舱，30分钟后在刘易斯角西北约75海里（139）处沉没。该船当时载有4,000吨谷物、1,114吨煤炭和237吨石油，从布宜诺斯艾利斯出发，经纽约和柯克沃尔正前往佩察莫。事件共造成船上3人死亡、36人幸存。
在第二次巡逻中，伊特斯率U-146号于1941年7月26日从基尔启程。当天驶入赫尔辛格后，为配合德军入侵苏联的“巴巴罗萨行动”，该艇一直作战备待命至至8月9日，之后才重新起航开始在波罗的海游弋。在为期十七天的行动中，U-146号未能取得任何战功，遂于8月11日返抵基尔。

## 袭击历史摘要
| 日期          | 船名     | 船籍 | 吨位  | 结局 |
| ------------- | -------- | ---- | ----- | ---- |
| 1941年6月28日 | 普路托号 | 芬兰 | 3,496 | 击沉 |